# Actinella giramica
Actinella giramica là một loài ốc đất liền hô hấp trên cạn, là động vật thân mềm chân bụng có phổi sống trên cạn thuộc họ Hygromiidae.
Nó là loài đặc hữu của Bồ Đào Nha. Môi trường sống tự nhiên của chúng là rừng ôn đới and vùng đồng cỏ ôn đới. Chúng hiện đang bị đe dọa vì mất môi trường sống.